# Uruguays damlandslag i volleyboll
Uruguays damlandslag i volleyboll representerar Uruguay i volleyboll på damsidan. Laget har deltagit i VM en gång (1960). Laget har deltagit tämligen flitigt i framförallt sydamerikanska mästerskapet. Det uppnådde sina bästa placeringar fram till och med mitten av 1970-talet, därefter har det tappat i konkurrenskraft.

### Fotnoter
1. 1 2 3 4 5 6 7 8 9 10 11 12 13 14 15 16 17 18 19 20 21 22  ”Ranking de todas las Competencias de Voleibol de Playa de la CSV” (på spanska). Confederación Sudamericana de Voleibol. http://www.voleysur.org/v2/resultados/rankingpiso.asp?c=MayoresFemenino. Läst 23 februari 2023.
2. ↑  Todor Krastev. ”Women Volleyball III World Championship 1960 Rio de Janeiro (BRA) 28.10-15.11 Winner Soviet Union” (på engelska). http://www.todor66.com/volleyball/World/Women_1960.html. Läst 29 juni 2024.
3. ↑  ”VI Women´s Volleyball Pan-American Cup” (på engelska). North, Central America and Caribbean Volleyball Confederation. https://norceca.net/VI%20Women%C2%B4s%20Volleyball%20Pan-American%20Cup.htm. Läst 19 mars 2023.
4. ↑  Senaste tillfället då någon kontrollerade att de inmatade tabelluppgifterna stämmer. Uppgifter kan ha matats in senare utan att kontrolleras av någon annan